# 거리측정장치

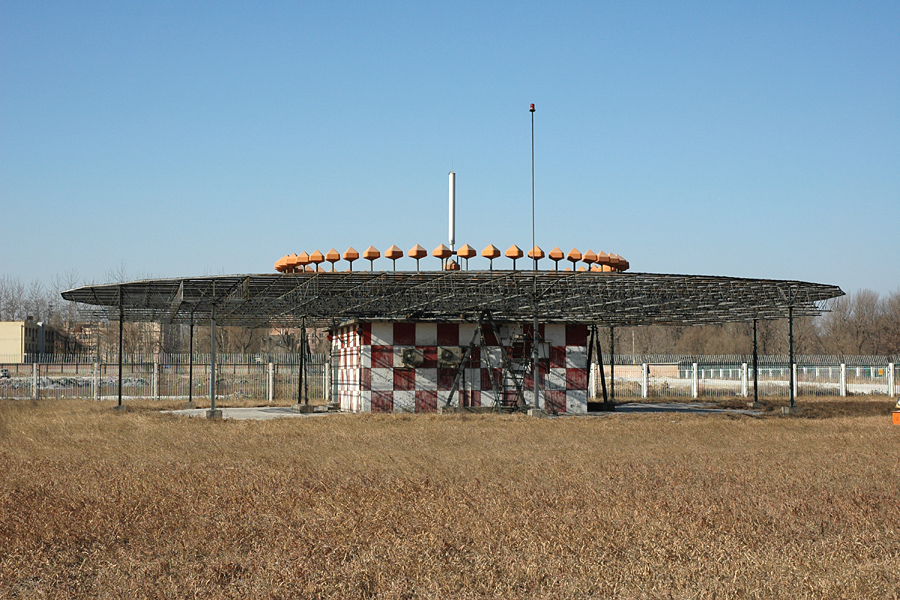
D-VOR/DME 그라운드 스테이션

거리측정장치(distance measuring equipment, DME)는 항공기와 VOR 기지국과의 거리를 알려주는 시스템이다. VOR 기지국과 방위차이는 VOR이 알려주고, 거리는 DME가 알려주므로 조종사는 자신의 위치를 알 수 있다. 이 시스템은 VOR/DME로 불린다. DME는 미국이나 일본에서 사용되는 군용 항법 시스템 TACAN (TACtical Air Navigation)의 일부로 활용된다. VOR과 TACAN을 통합한 지상국은 VOR/TAC으로 불린다. VOR/DME 또는 VOR/TACAN에서 사용하는 주파수는 국제 표준에 의해 정해지는데 조종사는 특정 VOR 주파수를 선택하면DME이나 TACAN 주파수를 자동적으로 선택하는 기능이 기기에 내장되고 있다.

## 같이 보기
- 항공전자
- 거리계